# Ivan Udalcov
Ivan Ivanovič Udalcov (Ива́н Ива́нович Удальцо́в, 12. března 1918 Moskva – 20. března 1995 tamtéž) byl sovětský diplomat, publicista a historik.
Byl synem právníka a ekonoma Ivana Dmitrijeviče Udalcova, rektora Lomonosovovy univerzity. Na této škole roku 1940 vystudoval historii se zaměřením na dějiny západoslovanských národů. Za druhé světové války bojoval v řadách 1. československého armádního sboru, v roce 1943 se stal členem komunistické strany. Pracoval v sovětské akademii věd a v aparátu ústředního výboru strany, byl redaktorem časopisu Otázky historie. Česky vyšly jeho knihy Rok 1848 v Čechách a Z dějin národních a politických bojů v Čechách.
V letech 1965 až 1970 působil jako legační rada na sovětské ambasádě v Československu a také jako pražský rezident KGB. V období pražského jara byl na rozdíl od velvyslance Stěpana Červoněnka rozhodným zastáncem sovětské vojenské intervence. V letech 1970 až 1976 vedl tiskovou agenturu Novosti. Byl poslancem Nejvyššího sovětu Sovětského svazu a kandidátem ÚV KSSS. Od roku 1976 do roku 1979 zastával funkci sovětského velvyslance v Řecku.
Obdržel mnoho řádů, vyznamenání a medailí, mezi nimi i několik československých. Některé získal za účast v boji za osvobození Československa od nacistů (Československý válečný kříž, Dukelskou pamětní medaili). V březnu 1970 mu prezident Ludvík Svoboda udělil Řád Bílého lva II. třídy jako „ocenění jeho dlouholetých zásluh o rozvoj a prohlubování československo-sovětských vztahů".
Jeho vnuk Sergej Udalcov je lídrem hnutí Levá fronta a organizátorem protiputinovských protestů.